# Deutsche Journalistenschule
Deutsche Journalistenschule (DJS) är en oberoende journalistskola i München. Det är en av de mest prestigefyllda journalistiska skolorna i Tyskland. 
Skolan får fler pengar från press- och informationskontor i den federala regeringen, fristaten Bayern och staden München. 
För den praktiska utbildningen av studentklasser ansvarar Ludwig-Maximilians-universitetet i München för en del av kostnaden. 